# غاري أشبي
غاري أشبي (بالإنجليزية: Gary Ashby)‏ هو لاعب كرة قاعدة أمريكي، ولد في 1955.